# Taneční notace

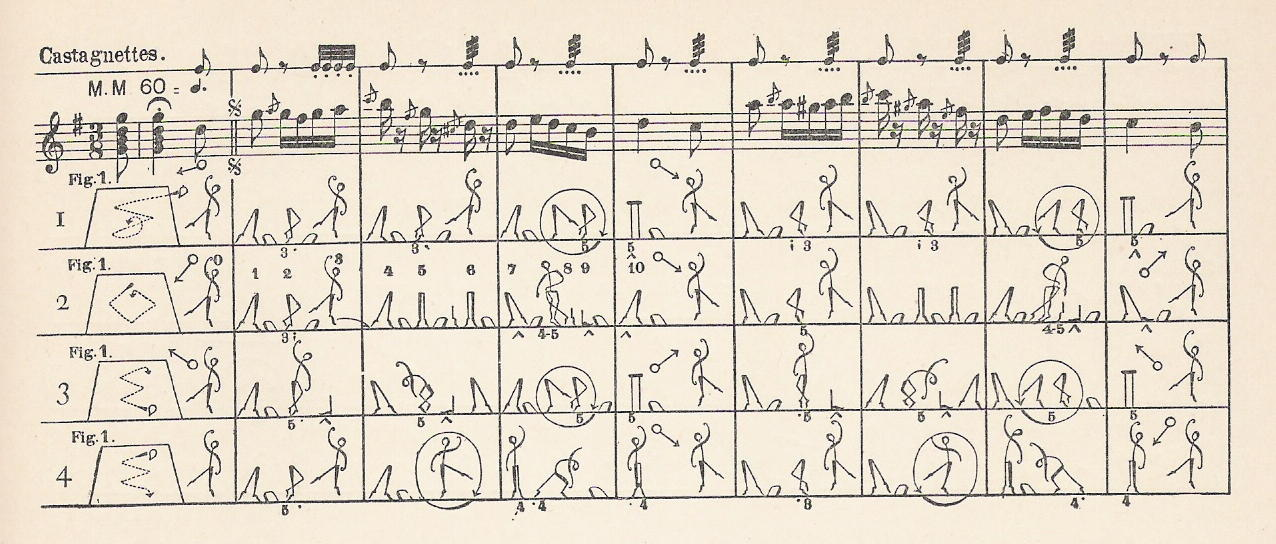
Španělský sólový tanec La Cachucha, jak ji zapsal Friedrich Albert Zorn

Taneční notace je symbolická reprezentace lidských pohybů při tanci. K zápisu používá grafické symboly a značky, alfanumerické znaky i slovní popis. Existuje několik různých tanečních notací, některé z nich byly vymyšleny za účelem popsat pouze konkrétní typ tance. Záznam taneční notace konkrétního tance se v nazývá taneční partitura (anglicky dance score).

## Použití

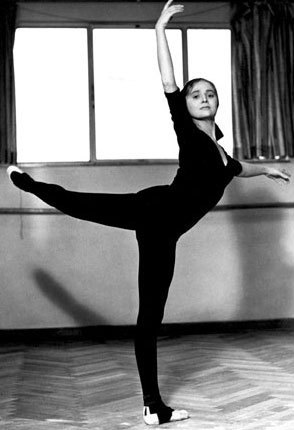
Taneční pozice…
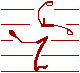
…a její zápis v DanceWriting

Taneční notace se používá primárně pro zachování historických tanců jejich zdokumentováním a analýzou (např. v etnochoreologii), pro rekonstrukci choreografie, či cvičení techniky. Taneční notace také umožňuje tanec zdokumentovat pro případné nárokování autorských práv.
V západním světě se používají například Labanova notace (též Labanova kinetografie), Choreologie (též Benesh Movement Notation), Eshkol-Wachman Movement Notation, či DanceWriting. Jelikož byly západní taneční notace vymyšleny s ohledem na zápis tanců západního světa, nelze je všeobecně použít pro efektivní zápis tanců z ostatních kulturních okruhů.
Některé notační systémy se používají pouze pro specifické tance. Například Shorthand Dance Notation pro židovské tance, Morris Dance Notation pro Morris dance, či Beauchamp-Feuilletova notace (či jen Feuilletova notace) pro barokní tance.

## Historie

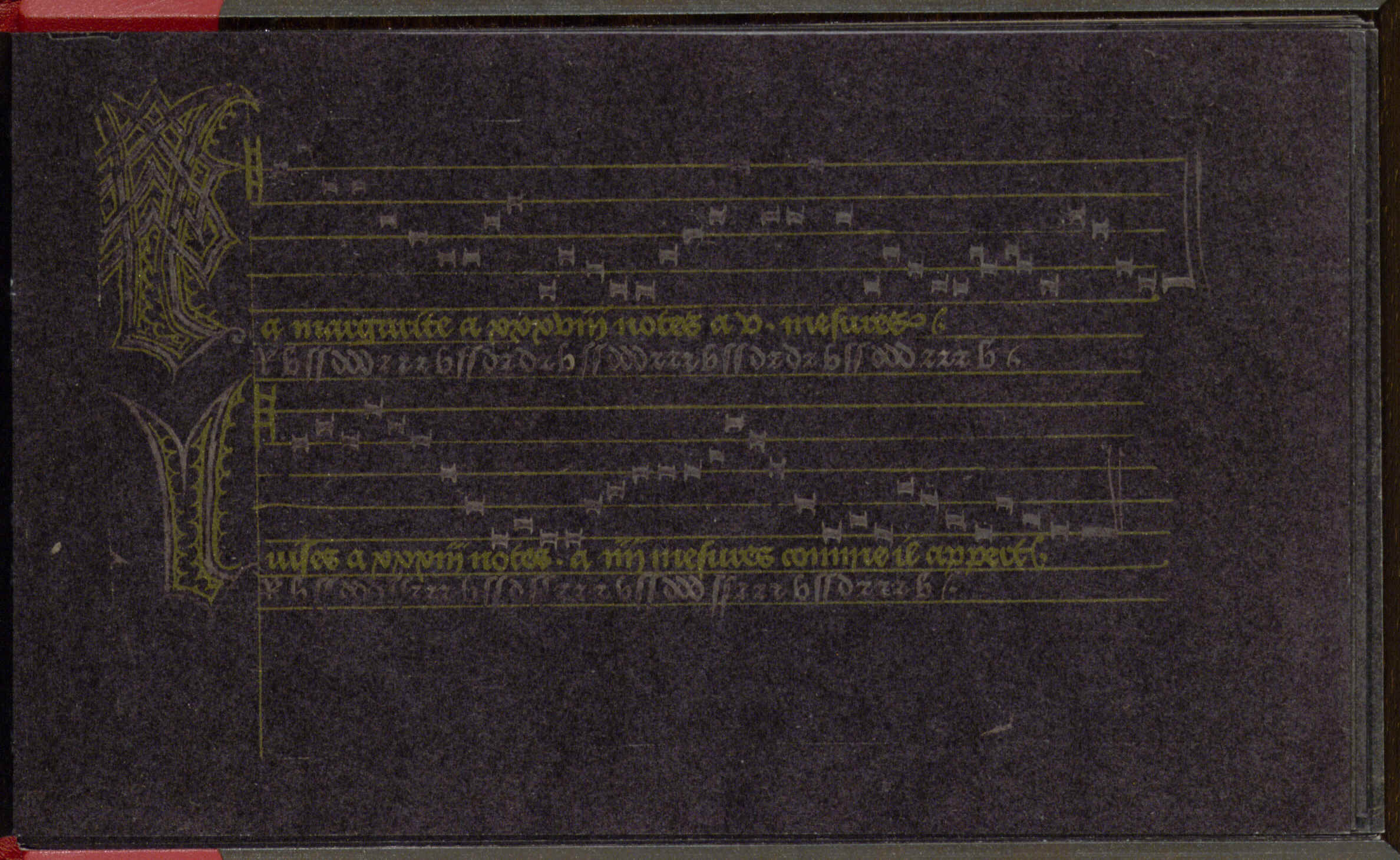
Takzvaný Bruselský rukopis, zhotovený pro mladou Markétu Habsburskou někdy kolem roku 1495, obsahoval popisy bassedanců. Pod notovou osnovou je zápis kroků pomocí zkratek – zde R B SS DDD…

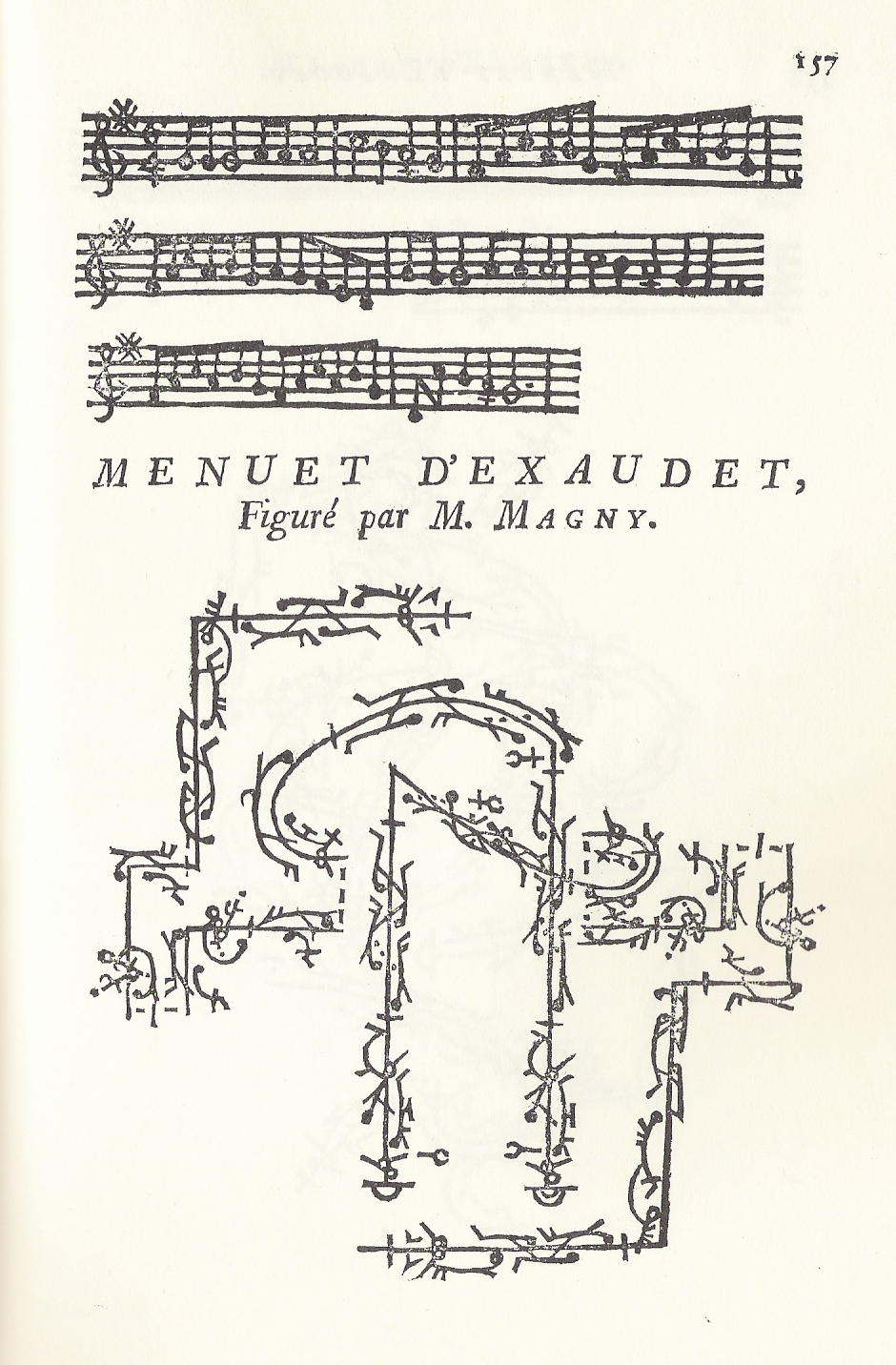
Barokní Menuet d'Exaudet zapsaný pomocí Beauchamp-Feuilletovy notace a doplněný o notový zápis, rok 1765

V roce 1680 vymyslel Pierre Beauchamp notaci pro zápis barokních tanců. Jeho systém - známý jako Beauchamp-Feuilletova notace - publikoval v roce 1700 Raoul-Auger Feuillet a tato notace se používala pro zápis tanců během 18. století.
Sergejevova kolekce obsahuje taneční partitury carského ruského baletu přelomu 19. a 20. století zaznamenanou pomocí notace, kterou vymyslel ruský baletní tanečník Vladimír Ivanovič Stěpanov. Obsahuje Petipovy původní choreografie (Sergejev byl Petipův žák) – například Louskáček, Le Corsaire/Korzár a Spící krasavice – a díky jejich záznamu ve sbírce se mohly inscenace šířit i mimo carské Rusko.
Stanley D. Kahn na své notaci pracoval v letech 1930 až 1950 a výsledek publikoval v roce 1951. Kahnova notace se zaměřuje na záznam přenosu váhy a další pohyby ve stepu.
V roce 1948 si nechala Hanya Holm – jako první choreograf Broadway Theatre – opatřit své taneční partitury pro Kiss Me Kate copyrightem.
V roce 1981 vytvořil herní vývojář Eddie Dombrower první počítačovou taneční notaci. Jeho DOM (notation) system byl určen pro osobní počítače Apple II a umožňoval choreografovi řídit pohyb animované figurky pomocí zadaných kódů.